# Hipólito Sancho de Sopranis
Hipólito Sancho de Sopranis (1893-1964), historiador español, nacido en El Puerto de Santa María y estudioso de la Historia de la provincia de Cádiz
Muchas de sus publicaciones las realizó con Rafael Barris, con quien no obstante, tuvo importantes diferencias.

## Homenajes
El Archivo Municipal de Jerez de la Frontera, donde acudía a formarse habitualmente le dedica una exposición bibliográfica en 2015.